# 집단 성폭력
군중 성폭력 (Mass sexual assault)은 무관한 남성들의 집단이 공공장소에서 자행하는 여성, 때로는 아이에 대한 집단 성폭력이다. 거대한 인파로 인한 익명성에 몸을 맡긴 범죄자들은 희생자들을 더듬고 옷을 벗기고 때리고 물고 손가락을 삽입하고 강간한다.

## 이집트
이집트에서는 몇 건의 군중 성폭력이 국제적인 폭넓은 관심을 받았다. "군중 성폭력"이라는 단어는 아랍어로는تحرش جماعي (taḥarrush jamāʿī)로 번역되며, 우리나라에서는 '타하루시'로 알려져 있다. 독일에서는 2016년 독일 쾰른 성폭행 사건을 보도할 때 독일 경찰이 이 단어를 사용하였다.

## 독일
2016년 신년전야에, 집단 성폭행과 수많은 강도 사건이 독일에서, 주로 쾰른 도시 중심부에서 발생하였다.

## 인도
인도에서도 집단 성폭력 사건들이 보고되었다. 2012년 7월에 10대의 소녀가 아삼 구자라티의 바 바깥에서 남성들의 무리에게 45분 동안 성폭력을 당했다. 경찰이 도착할 때까지 누구도 개입하지 않았다.
시민사회단체는 2002년 구자라트 폭동 기간에 무슬림 여성과 아이들을 대상으로 한 집중 폭력에 대해 기록하면서 "심히 성적으로 편중된 집단 강간, 산 채로 매장, 화형, 산 공격, 찌르기, 여타의 폭력적인 고문과, 여자들의 아이들과 뱃속의 아이들에 대한 폭력과 연관된 여자들에 대한 폭력"이라고 보고했다. 생존자들은 "그러한 성폭력은 강제 나체화, 집단 강간, 강제 갱뱅, 신체 훼손, 신체로의 물건의 삽입, 가슴 절단, 위와 생식 기관 관통, 여자의 신체 부위에 힌두교의 상징을 새기는 것으로 구성된다"라고 보고했다. 시민법원은 이에 대해 크게 염려하면서 강간의 사용을 "공동체의 정복과 굴욕을 위한 수단"으로 정의하였다.

## 파키스탄
2016년에, 영국의 텔레비전 진행자 사이라 칸은 2007년에 BBC의 다큐멘터리를 촬영할 때 파키스탄의 군중들에게 성폭력을 당했다고 말했다. 그녀는 이러한 사건을 무시한 BBC를 고발했다.

## 스웨덴
스톡홀름에서 개최되는 청소년을 위한 여름 음악 축제 위 아 스톡홀름We Are Sthlm의 여성 참가자들이 2014년, 2015년에 주로 10대인 남성들에 둘러싸여 성적으로 추행당했다고 보고되었다. 경찰은 용의자들이 대부분 아프가니스탄에서 왔다는 이유로 폭행을 알리지 못한 혐의로 고발되었다. 사건은 경찰이 그들이 부인한 사건들을 덮어버린 혐의로 고발당했을 때, 독일 쾰른의 2015년 마지막 날의 참사가 일어난 직후에 조명되었다.

## 미국
1999년 6월에 우드스탁 1999가 개최되었고 경찰은 성폭력과 강간, 손가락 강간 등의 혐의가 제기된 네 개의 사건을 순차적으로 조사하였다. 자원봉사자로서 행사를 돕던 한 명 이상의 목격자가 크라우드 서핑을 하던 중 무대 앞으로 내려져 다섯 명의 남성들한테 강간당한 여성을 보았다고 워싱턴 포스트에 보고하였다.
44명 이상의 여성들이 2000년 7월 11일에 뉴욕의 푸에르토리코의 날 축제가 열리는 동안 60명의 남성들에게 성적인 폭력과 강도를 당했다고 보고되었다. 경찰은 이 사건의 처리에 대해 크게 비판받았다.
2001년 1월에, 워싱턴 시애틀에서 마르디 그라 기념 행사 기간에 남성들의 집단이 여성들의 옷을 찢고 명백하게 손가락으로 삽입하는 것을 본 목격자들이 있었다.

## 베트남
2015년 7월에, 소문을 통해 베트남 하노이의 호 테이 워터파크에서 20명 이상의 여자들이 70명 이상의 남자들한테 옷을 찢고 몸을 더듬는 식으로 성폭력을 당했다는 혐의가 제기되었다. 남자들은 여자들을 더듬고 비키니를 찢어냈으며, 베트남의 공무원들은 공격당했다는 이유로 여자들을 비난했다. 근처의 사람들은 여자들이 추행당할 때 구경만 하고 있었으며, 사람들은 여자를 추행하는 자신들의 사진을 페이스북에 올린 남자들을 응원하고 칭송했다.

## 참고 문서
- 전쟁 성폭행
- 스워밍

## 같이 보기
- 방관자 효과
- 난징 대학살